# Palais du Gouverneur (Rhodes)
Pour les articles homonymes, voir Palais du Gouverneur.
Le palais du Gouverneur (en italien : Palazzo del Governatore ; en grec moderne : Διοικητήριο Ρόδου), qui a accueilli la préfecture du Dodécanèse de 1948 à 2011, était le siège à Rhodes des gouverneurs des îles italiennes de la mer Égée, possession coloniale du royaume d'Italie.

## Description
Le palais, qui surplombe le port de Mandraccio d'un côté et le Foro Italico de l'autre, a été construit en 1926-1927 sur les plans de l'architecte Florestano Di Fausto, reprenant le style gothique du palais des Doges de Venise.
C'est un bâtiment en pierre de Lindos blanche et rouge ; les lustres sont en Murano et les sols sont en majolique. À l'intérieur, dans la salle de réception, se trouvait un portrait de Vittorio Emanuele III en costume de chevalier de Saint-Jean, œuvre du peintre C. Cane. Depuis les fenêtres et les terrasses, on peut voir le Foro Italico d'un côté et la côte d'Anatolie de l'autre.

## Bâtiments adjacents
Ils ont tous été conçus par l'architecte Florestano Di Fausto : au rez-de-chaussée le siège de la Banque d'Italie, à côté l'église de l'Annonciation, copie de l'église détruite près du palais des Grands Maîtres et initialement dédiée à Saint Jean le Baptiste, construite en 1925, et enfin, le bâtiment du commandement de la Marine, aux formes originales.

## Articles liés
- Palais du Gouverneur (Asmara)

## Source de traduction
- (it) Cet article est partiellement ou en totalité issu de l’article de Wikipédia en italien intitulé « Palazzo del Governatore (Rodi) » (voir la liste des auteurs).